# Bosquerola celladaurada
La bosquerola celladaurada (Basileuterus belli) és una espècie d'ocell de la família dels parúlids (Parulidae). Habita la selva humida i altre formacions boscoses de les muntanyes de Mèxic, a Sinaloa, oest de Durango, estat de San Luis Potosí i Tamaulipas, arribant fins a Hondures.